# 梅津寺站
梅津寺站（日语：／ Baishinji eki */?）是位於日本愛媛縣松山市的鐵路車站，隸屬於伊予鐵道（伊予鐵），車站編號為IY02。本站最初為臨時站，後於1931年獲昇格為常設站。本站的站房位於海岸線旁，其中向海的2號月台是日劇《東京愛情故事》的其中一個著名場景，不少情侶會仿效劇情，將一條手帕縛在月台的欄杆上。而月台上亦豎立了紀念牌。另外STU48的首支派台單曲《瀨戶內之聲》的其中一個場景，也是在這個月台上取景。
由此站起前往高濱站為單線路段，過往此段曾為雙線路段，1945年受「不要不急線」法令影響，需上繳金屬路軌而改為單線化。二戰後大部份路段均以回覆為雙線路軌，唯有本段則沒有，沿路軌而行，仍然可以看到靠岸一邊原來的石礫路基。
車站對出過往為海灘，吸引松山市民前來游泳，但現時部份海邊已被加建了防波堤並放置了大量的水泥製錨形石。

## 車站結構
設有單層木製建築一座。左側為全開放有蓋空間，現用作開放式閘口。
設有側式月台2個，共提供2線2面的配置，有效長度為3輛，出入口均於月台末端高濱方向，為無障礙斜道。離站後，上行路軌會跟下行路軌匯合，進入單線路段。
通過閘口後，1號月台只需左轉便可直接到達月台，而2號月台則須通過平交道前往，2號月台另有一個臨時出入口，可直接通往海灘，但平日一般日子均會閉鎖。
月台設備非常簡單，只有向高濱方向的1輛車廂長度設有上蓋，以及每邊各2張候車座椅，除此之外便沒有其他設施，包括自動售賣機及飲水器。

### 月台配置
| 月台 | 路線    | 方向 | 目的地                            |
| ---- | ------- | ---- | --------------------------------- |
| 1    | ■高濱線 | 下行 | 松山市、直通■横河原線往横河原方向 |
| 2    | ■高濱線 | 上行 | 高濱方向                          |

## 歷史
- 1899年7月6日：開業，但為臨時站。
- 1931年5月1日：因軌道改善工程及雙軌化，昇格為常設車站。
- 2025年3月18日：伊予鐵內所有郊外鐵道線均可使用ICOCA及全國交通系IC卡[4][5][6]。

## 相鄰車站
伊予鐵道
■ 高濱線
高濱（IY01）－梅津寺（IY02）－港山（IY03）

## 外部連結
- 伊予鐵道梅津寺站公式網頁。 （页面存档备份，存于）（日語）
- 1979年的梅津寺站圖片。 （页面存档备份，存于）